# Sol de Mañana

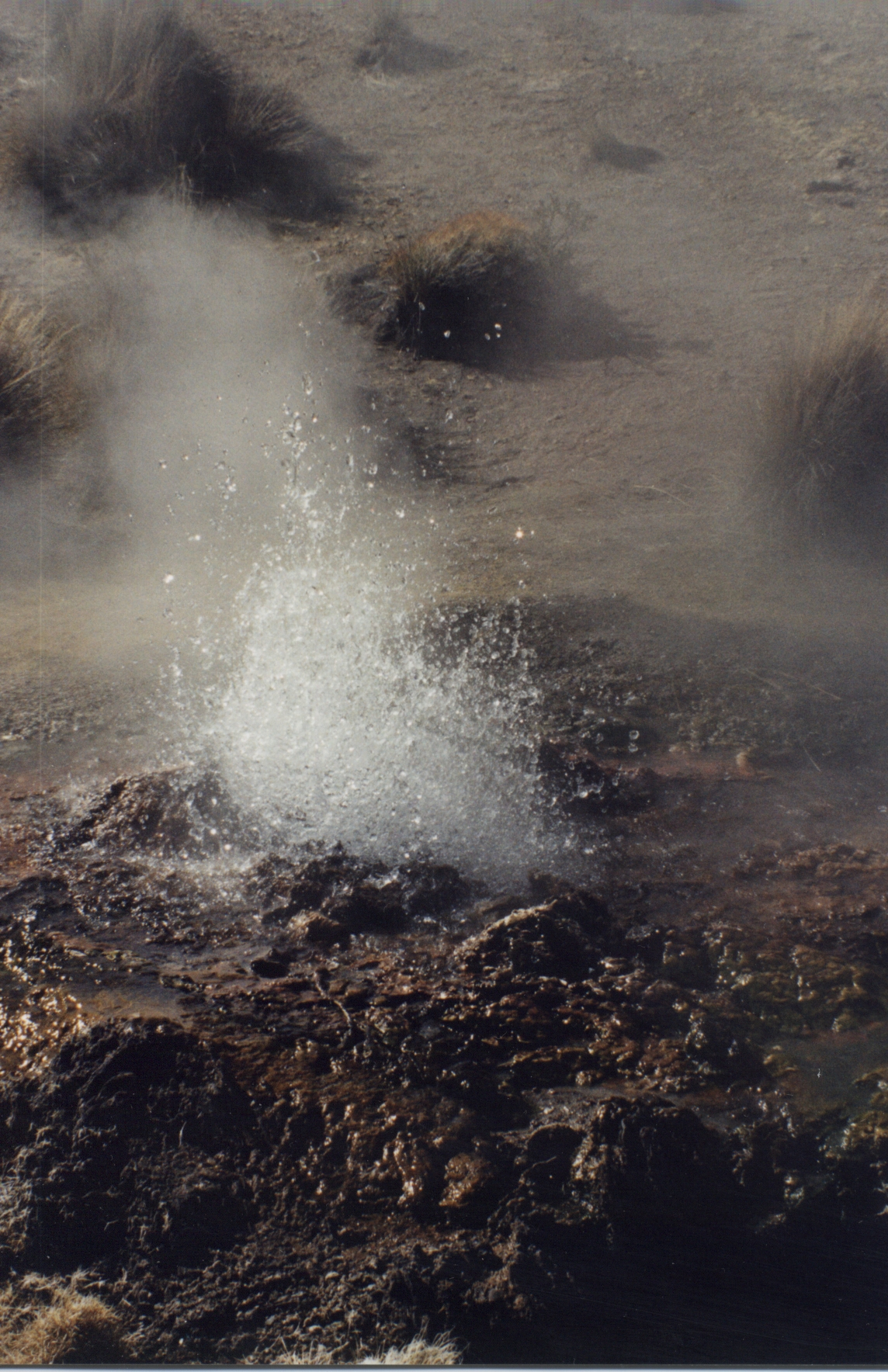
Guèiser al Sol de Mañana

El Sol de Mañana és una àrea d'aproximadament 1 km² d'extensió, ubicada al departament de Potosí, Bolívia, al sud de la Laguna Colorada al camí cap al Salar de Chalviri, a una altura de 4.850 m. Pertany al Complex Volcànic de Puna.
Aquesta àrea es caracteritza per una activitat volcànica i fumaròlica (guèisers); als cràters ubicats a la regió es pot observar lava bullent intensament; addicionalment, les fumaroles emeten vapor calent que assoleixen altures de 10 a 50 m, producte de la pressió amb els quals són emesos. Aquests fenòmens permeten apreciar un paisatge que remunta a les èpoques de la formació de la terra.
Aquests camps geotermals posseeixen unes piscines naturals d'argila bullent, fumaroles fortament actives i una varietat enorme de colors a causa de l'alta complexitat mineral.